# Setanta himalayensis
Setanta himalayensis là một loài tò vò trong họ Ichneumonidae.